# درخت لیپا
درخت لیپا (نام علمی: Dendrocnide meyeniana) نام یک گونه از سرده گزنده‌دار است.